# Allium angulosum
Espèce
Classification APG III (2009)
Allium angulosum est une espèce de plantes herbacées vivaces des prairies humides fleurissant de juin à août. La tige florale aplatie présente deux angles au moins dans la partie supérieure. Elle est protégée dans quatre régions françaises : Île-de-France, Champagne-Ardenne, Alsace, Rhône-Alpes.

## Nom vernaculaire
- Ail anguleux